# Aechmea aquilega
Aechmea aquilega là một loài thực vật có hoa trong họ Bromeliaceae. Loài này được (Salisb.) Griseb. mô tả khoa học đầu tiên năm 1864.

## Hình ảnh

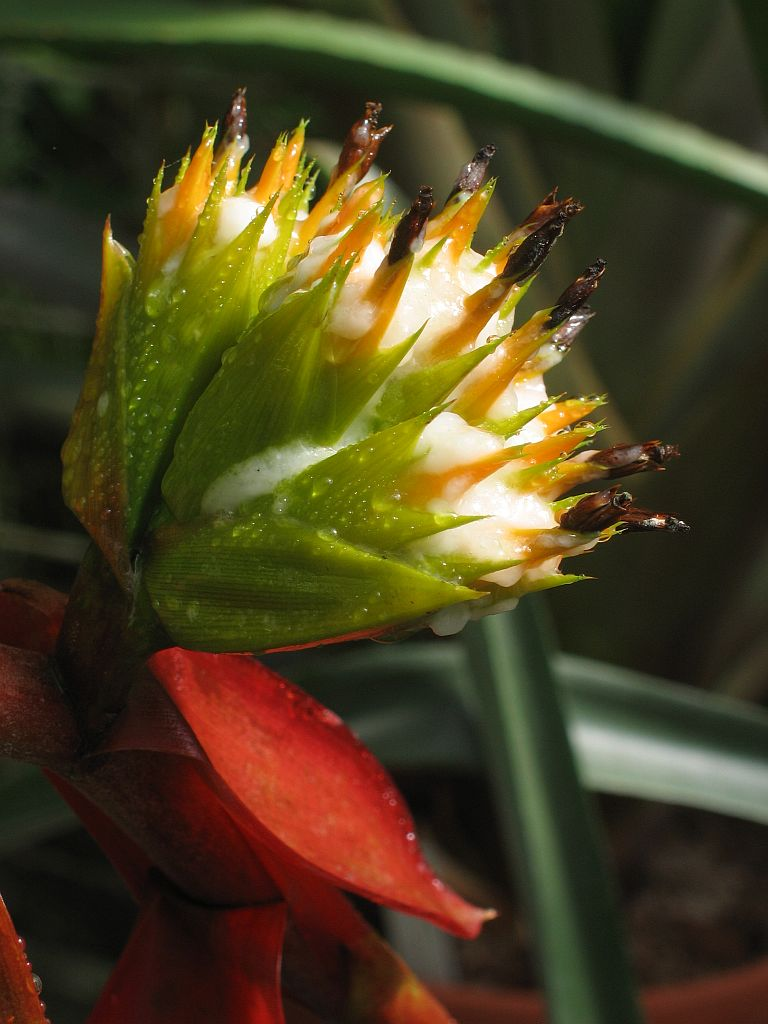
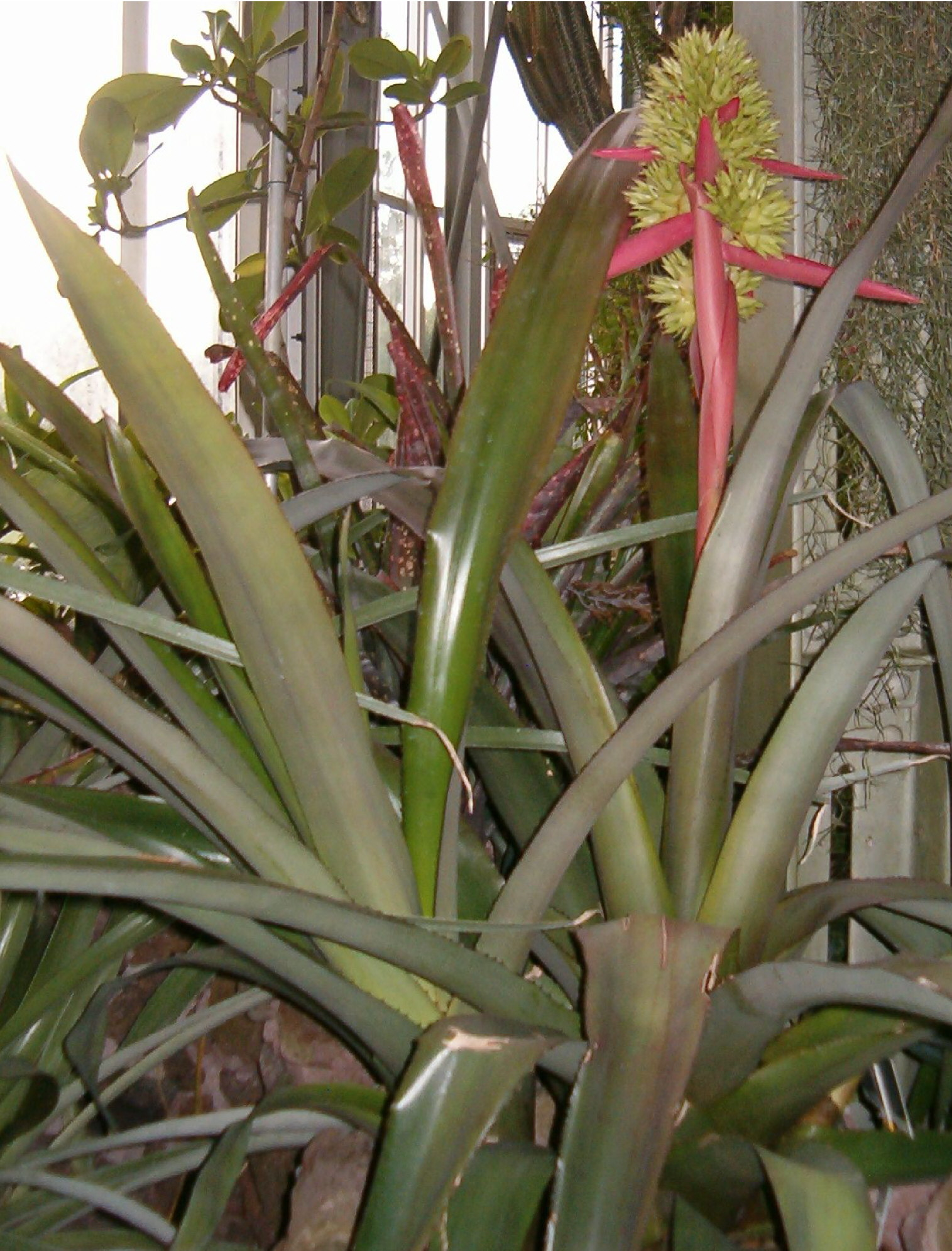
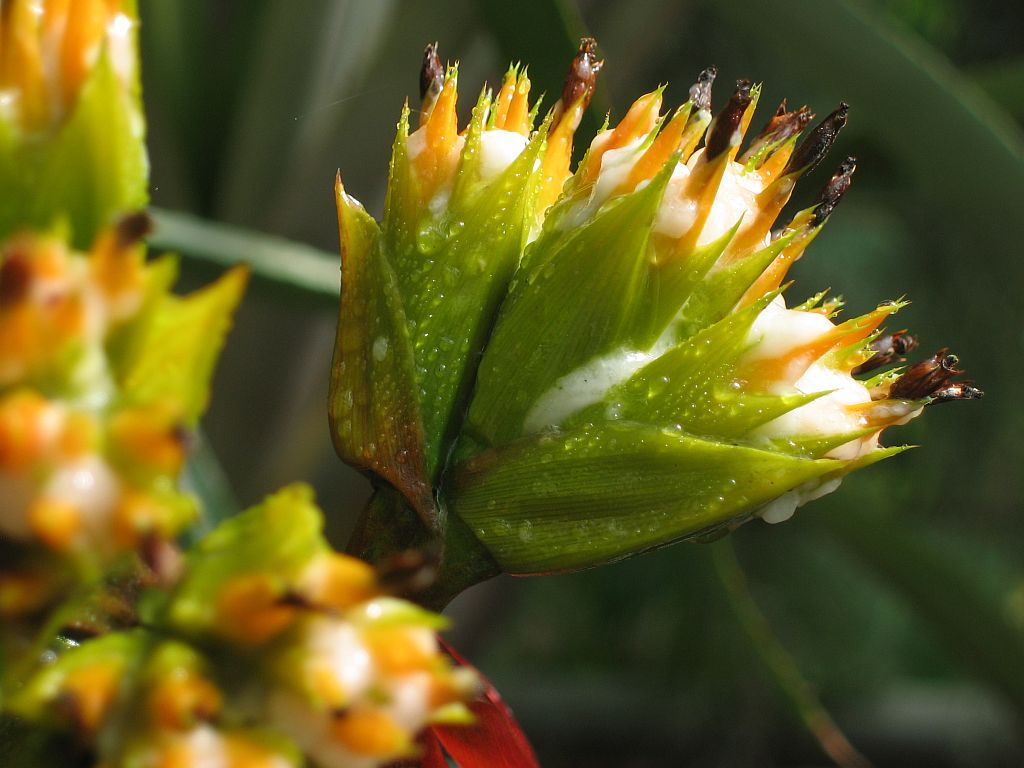
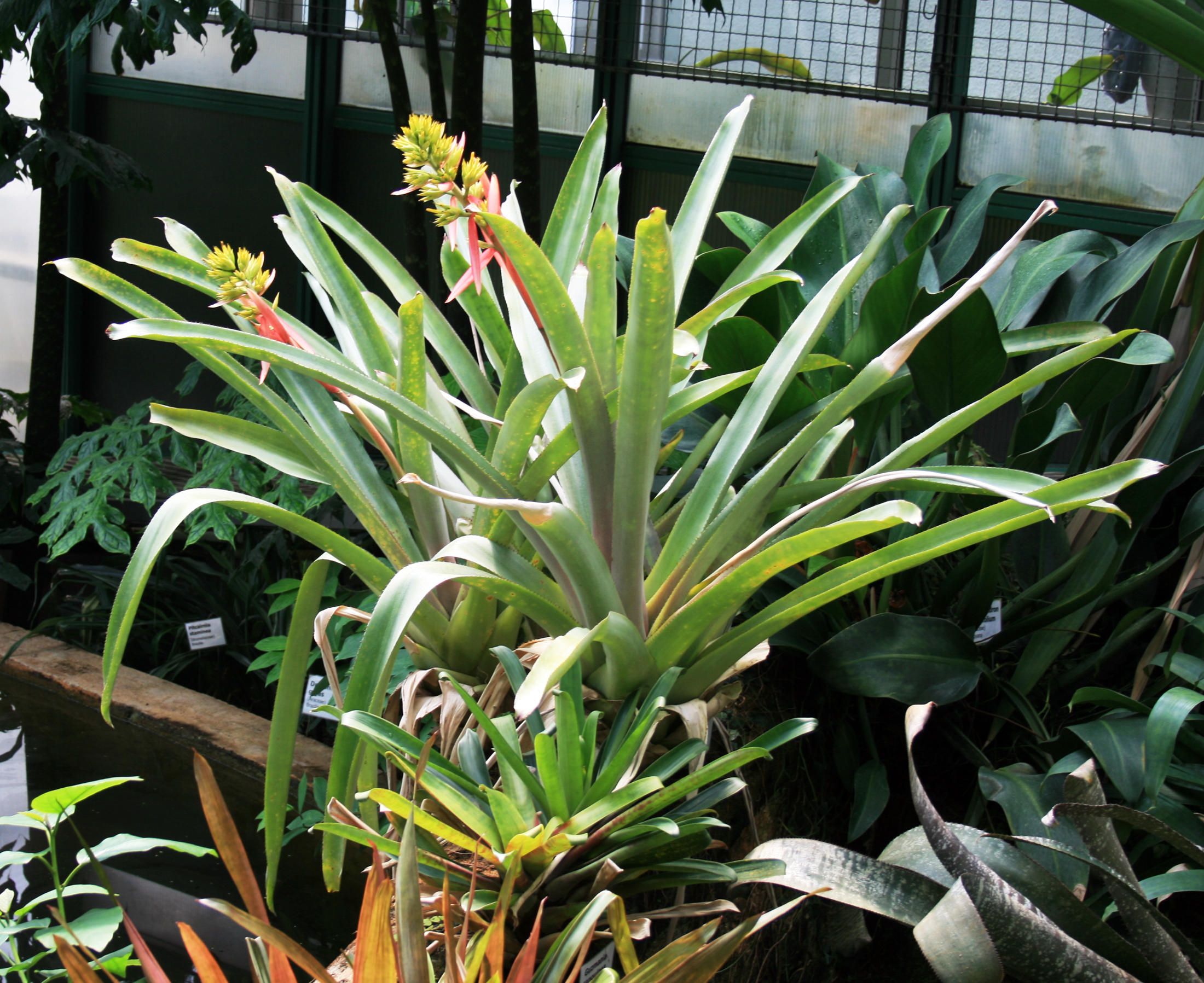